# TABLE FOR TWO International
特定非営利活動法人TABLE FOR TWO Internationalは東京都港区に本部をおく認定特定非営利活動法人である。世界の肥満と飢餓という食の不均衡是正のために、日本や欧米の先進国の食生活改善の促進と開発途上国への寄付に関する事業を行っている。
近藤正晃ジェームス、古川元久、堂前宣夫の3人を共同創設者として2007年に設立、2010年に国税庁長官より認定特定非営利活動法人の認定を受けた。

## 沿革
- 2007年10月 - 東京にて本部設立[1]。
- 2007年12月 - TFT推進議員連盟が設立、インドでTFT開始。
- 2008年1月 - ダボス会議にてTFT実施。
- 2008年7月 - 初のTFTブランド食品発売。
- 2009年4月 - 学生団体TFT UA設立。
- 2009年9月 - NYに支部を設立。
- 2010年1月 - 認定NPO法人の認定を受ける。

## 組織概要
- 代表理事
  - 小暮真久（TABLE FOR TWO International）[1]
  - 安東迪子（TABLE FOR TWO International事務局長）[1]
- 理事
  - 黒松敦（ミテリ・アソシエイツ代表取締役）[1]
  - 古森剛（CORESCO代表取締役・はなそう基金代表理事・マーサージャパンシニアフェロー）[1]
  - 佐藤俊司（TMI総合法律事務所・弁理士）[1]
  - 牧辰人（SCS-Invictus・公認会計士）[1]
- 監事
  - 渡辺伸行（TMI総合法律事務所・弁護士） [1]
- ファウンダー　※：創設者（TFT創業者として、TFTのあらゆる活動に対する協力と、理事会における重要な意思決定に対するアドバイスを行う[1]）
  - 近藤正晃ジェームス※（一橋大学客員教授）[1]
  - 古川元久※（衆議院議員）[1]
  - 堂前宣夫※（ディー・エヌ・エー・マネックスグループ社外取締役）[1]
  - 浅尾慶一郎（衆議院議員）[1]
  - 須田将啓（株式会社エニグモ代表取締役）[1]
  - 高島宏平（オイシックス・ラ・大地代表取締役社長）[1]
  - 藤沢久美（ソフィアバンク代表）[1]
  - 船橋力（トビタテ!留学JAPAN プロジェクトディレクター）[1]
  - 松田公太（元参議院議員）[1]

## TABLE FOR TWOプログラム

### 概要
対象となる定食や食品を購入すると、1食につき20円の寄付金がTABLE FOR TWOを通じて開発途上国の子供の学校給食になる。

### 特徴
特徴として以下の3点が挙げられている。
- 支援する側とされる側が同時に健康になれる。
- だれでも気軽に参加できる。
- いつでも参加できる。

## 協力者

### アドバイザー
主に戦略、運営に関する相談を行う。
- 川口順子（明治大学国際総合研究所 特任教授）[4]
- 黒川清（内閣官房 健康・医療戦略参与）[4]
- 竹中平蔵（慶応義塾大学名誉教授）[4]
- 三國清三（ソシエテミクニ代表取締役）[4]
- 石倉洋子（一橋大学名誉教授）[4]
- 小泉泰郎（FiNC代表取締役副社長CFO兼CSO）[4]
- 髙木康裕（シェフパティシエ）[4]
- 古森剛（マーサージャパン シニアフェロー）[4]

### アンバサダー
主に広報活動を行う。
- 内田恭子（キャスター）[5]
- ANGELA（モデル）[5]
- 桐島ローランド（写真家）[5]

### 評議員会
TFTの日本国内での事業拡大や海外での活動拡大に貢献する。
- 大塚太郎（大塚倉庫代表取締役社長）[6]
- 島田久仁彦（KS International Strategies代表取締役）[6]
- 松崎みさ（PeopleWorldwide代表取締役）[6]

### パートナー・プロボノ
パートナーには資金提供をプロボノにはプロフェッショナルサービスのサービスを受けている。

### 参加企業・団体
企業・団体の事業所食堂でTFTプログラムを実施している企業・団体と事業所食堂にてTFTメニューを作っている企業・団体の2種類がある
。

### TFT UA
正式名称は「TFT-University Association」である。TFTを支援している大学生による学生団体である。

## テレビ番組
- 日経スペシャル カンブリア宮殿 1食20円の寄付が途上国の給食に！ 肥満と飢餓の解消へ！日本発の社会事業（2017年2月2日、テレビ東京）[11]

## 書籍

### 関連書籍
- 『「20円」で世界をつなぐ仕事』（著者:小暮真久）（2009年3月30日、日本能率協会マネジメントセンター）ISBN 9784820717416
  - 『完全版 「20円」で世界をつなぐ仕事 想いと頭脳で稼ぐ新しい働き方』（著者:小暮真久）（2018年10月5日、ダイヤモンド社）ISBN 9784478105504
- 『20代からはじめる社会貢献 400社が支援した「社会起業」とは』（著者:小暮真久）（2011年6月17日、PHP研究所 PHP新書）ISBN 9784569794327
- 『社会をよくしてお金も稼げるしくみのつくりかた』（著者:小暮真久）（2012年10月20日、ダイヤモンド社）ISBN 9784478020975
- 『人生100年時代の新しい働き方 生産性を高め、パフォーマンスを最大化する5つの力と14のスキル』（著者:小暮真久）（2017年9月1日、ダイヤモンド社）ISBN 9784478102244